# 卞貞敏
卞貞敏（韓語：변정민，1976年5月21日—），韓國女演員、模特兒。姐姐為演員卞貞秀。

## 演出作品

### 電視劇
- 2003年：SBS《興夫家的葫蘆開了》
- 2004年：KBS《美麗的誘惑》
- 2007年：SBS《糟糠之妻俱樂部》飾 鄭羅美
- 2019年：KBS《為何那樣，奉尚先生》飾 裴秀真

### 電影
- 2001年：《My Beautiful Days》
- 2003年：《Oh!Happy Day》（客串）

## 外部連結
- NAVER （页面存档备份，存于） 
- 官方网站